# Luigi Amadori
Luigi Amadori (Verona, 2 gennaio 1886 – dopo il 1939) è stato un politico italiano.